# Mosbulten (buurtschap)
Mosbulten is een buurtschap die zich enkele honderden meters ten noordoosten van de kom van Breugel bevindt, in de gemeente Meierijstad. Drie gemeenten, waarvan de gemeentegrenzen nogal grillig verlopen, komen hier bij elkaar.
Bij de buurtschap Mosbulten, op het grondgebied van Son en Breugel, ligt de kapel van Onze Lieve Vrouw van Beauraing aan De Kuilen. Oorspronkelijk werd deze kapel in 1946 in het centrum van Breugel gebouwd door het Studentengilde van Onze Lieve Vrouw. Jaren later moest ze wijken voor verkeersmaatregelen en de onderdelen ervan kwamen op de gemeentewerf terecht met de bedoeling de kapel elders te herbouwen. Dit geschiedde echter niet, doch uiteindelijk heeft de plaatselijke Boerenbond de kapel herbouwd op de plaats waar ze ook nu nog staat.

## Natuurgebied
Vijfhonderd meter ten oosten van de buurtschap ligt, op het grondgebied van de gemeente Nuenen, Gerwen en Nederwetten, een natuurgebied dat eveneens Mosbulten heet. Het gebied beslaat een oppervlakte van 46 ha en wordt beheerd door Staatsbosbeheer.
Woonplaatsen: Erp · Schijndel · Sint-Oedenrode · Veghel

Dorpen: Boerdonk · Boskant · Eerde · Keldonk · Mariaheide · Nijnsel · Olland · Wijbosch · Zijtaart

Bedrijventerreinen: De Amert · De Dubbelen · Doornhoek · Oude Haven      Havengebied: Veghel-Haven

Buurtschappen: Achterste Hermalen · Beukelaar · Bolst · Borne · Bus · De Bus (Schijndel) · De Bus (Sint-Oedenrode) ·  De Haag · Dijk · Dorshout · Driehuizen · Eerschot · Elde · Everse · Ham · Havelt · Hazelberg · Hermalen · Het Schoor · Heuvel · Heuvelberg · Hoek · Hoeves · Hoogebiezen · Houterd · Hurkske · Jekschot · Kapeleind · De Kempkens · Kilsdonk · Koevering · Kraanmeer · Kremselen · Lagebiezen · De Laren · Lieseind · Looieind · Meijldoorn · Middegaal · Morsche Hoef · Mosbulten · Oetelaar · Rijkerbeek · Vernhout · Zondveld · Zwijnsbergen

Noord-Brabant: Steden en dorpen      Nederland: Provincies · Gemeenten